# Drahotěšice
Drahotěšice jsou obec v okrese České Budějovice v Jihočeském kraji. Leží zhruba tři kilometry severozápadně od Ševětína a sedmnáct kilometrů severovýchodně od Českých Budějovic. Žije zde 330 obyvatel.

## Historie
První písemná zmínka o vesnici (Drahoczesicz) se vyskytuje v listině z 10. října 1323, jíž král Jan Lucemburský k zaokrouhlení svého bechyňského panství postoupil Petrovi z Rožmberka městys Bukovsko s vesnicemi Drahotěšice a Neplachovice výměnou za vsi Radětice, Hvožďany a Křídu. V majetku Rožmberků pak Drahotěšice setrvaly téměř tři století. V Rožmberském urbáři z roku 1379 se ještě zaznamenávají jako příslušné k Dolnímu Bukovsku, po zrušení tohoto panství kolem roku 1412 spadaly pod panství Třeboň. Po smrti Petra Voka z Rožmberka roku 1611 přešlo panství dědictvím na Švamberky, těm však zanedlouho pro účast na českém stavovském odboji konfiskováno. Průtahy vojsk a další útrapy této doby ves těžce postihly – ze 14 hospodářství, udávaných počátkem 17. století, zbyly k roku 1624 pouze 3. V roce 1660 získal třeboňské panství včetně Drahotěšic Jan Adolf I. ze Schwarzenbergu, jehož rod pak držel tento majetek až do sklonku feudalismu.
Škola v Drahotěšicích fungovala od roku 1837 do roku 1974, výuka předtím i potom probíhala v Ševětíně. Školní budova z roku 1912 dodnes dominuje ploše návsi.

## Přírodní poměry
Jižně od vesnice pramení Ponědražský potok.

## Obyvatelstvo
| Rok            | 1869 | 1880 | 1890 | 1900 | 1910 | 1921 | 1930 | 1950 | 1961 | 1970 | 1980 | 1991 | 2001 | 2011 | 2021 |
| -------------- | ---- | ---- | ---- | ---- | ---- | ---- | ---- | ---- | ---- | ---- | ---- | ---- | ---- | ---- | ---- |
| Počet obyvatel | 556  | 596  | 533  | 558  | 593  | 594  | 591  | 421  | 414  | 306  | 249  | 198  | 208  | 279  | 309  |
| Počet domů     | 58   | 73   | 74   | 79   | 85   | 95   | 103  | 123  | 113  | 103  | 90   | 119  | 120  | 129  | 141  |

## Obecní správa
Po zrušení poddanství se Drahotěšice roku 1850 staly samostatnou obcí v rámci soudního okresu Lomnice nad Lužnicí a politického okresu Třeboň. Po územněsprávní reformě roku 1949 obec náležela k okresu Týn nad Vltavou, po jeho zrušení od roku 1960 přísluší k okresu České Budějovice. V období 1. července 1975 až 23. listopadu 1990 pozbyly Drahotěšice na čas samostatnost začleněním pod obec Ševětín a od 24. listopadu 1990 jsou opět samostatnou obcí.

### Obecní symboly
Znak a vlajka byly obci uděleny rozhodnutím předsedkyně Poslanecké sněmovny Parlamentu České republiky dne 12. července 2023.

## Pamětihodnosti
- Mohylník
- Sýpka u čp. 10
- Vesnice je také proslavena loutkohercem Vítězslavem Marčíkem.
- Kolem obdélné návsi se zastavěným středem se dochovala řada lidových zemědělských usedlostí, typických pro oblast Pšeničných Blat
- Kaple svatého Václava z první poloviny 19. století
- Pomník padlým v první světové válce z roku 1928

## Galerie

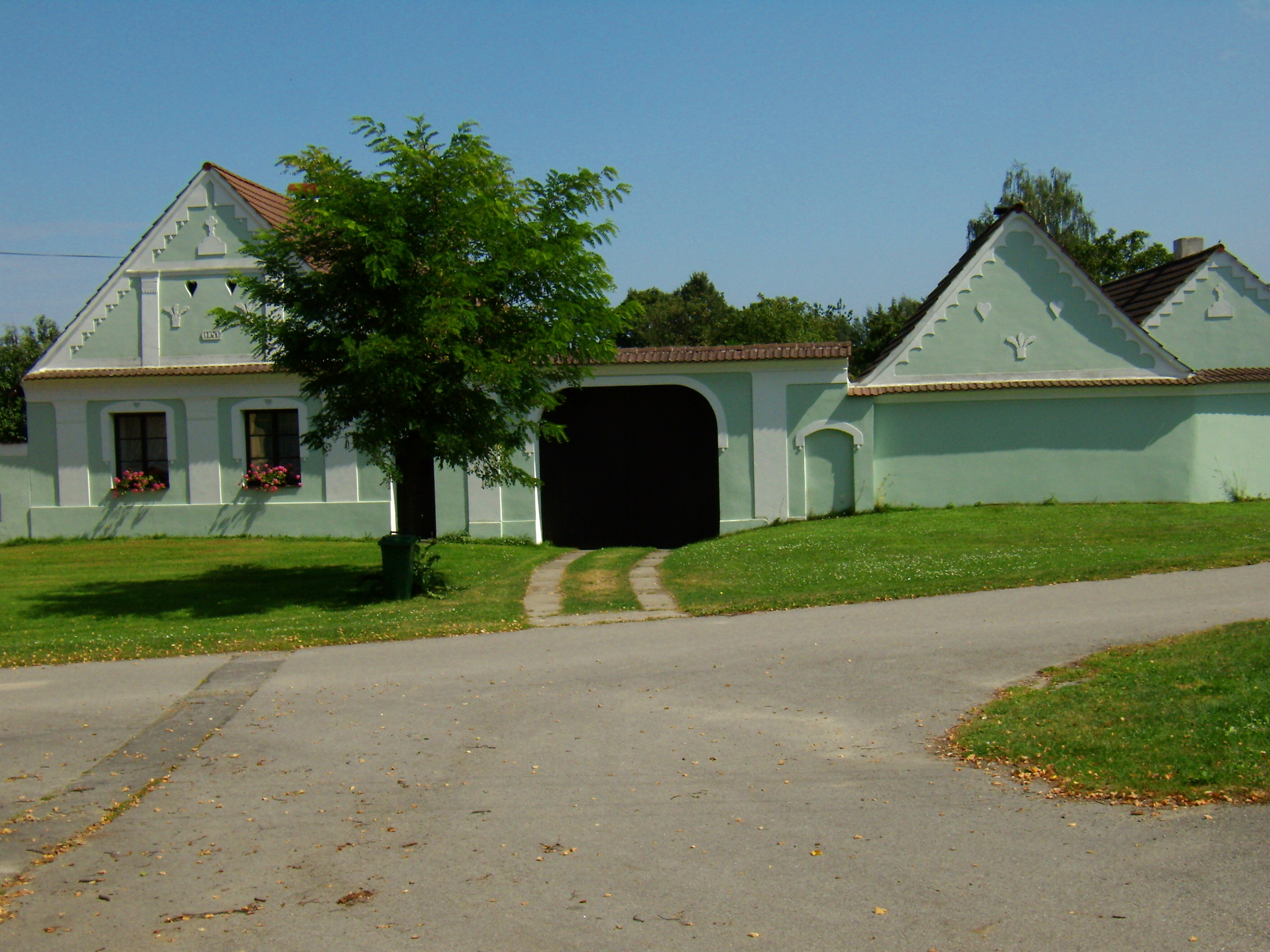
Stavení čp. 19
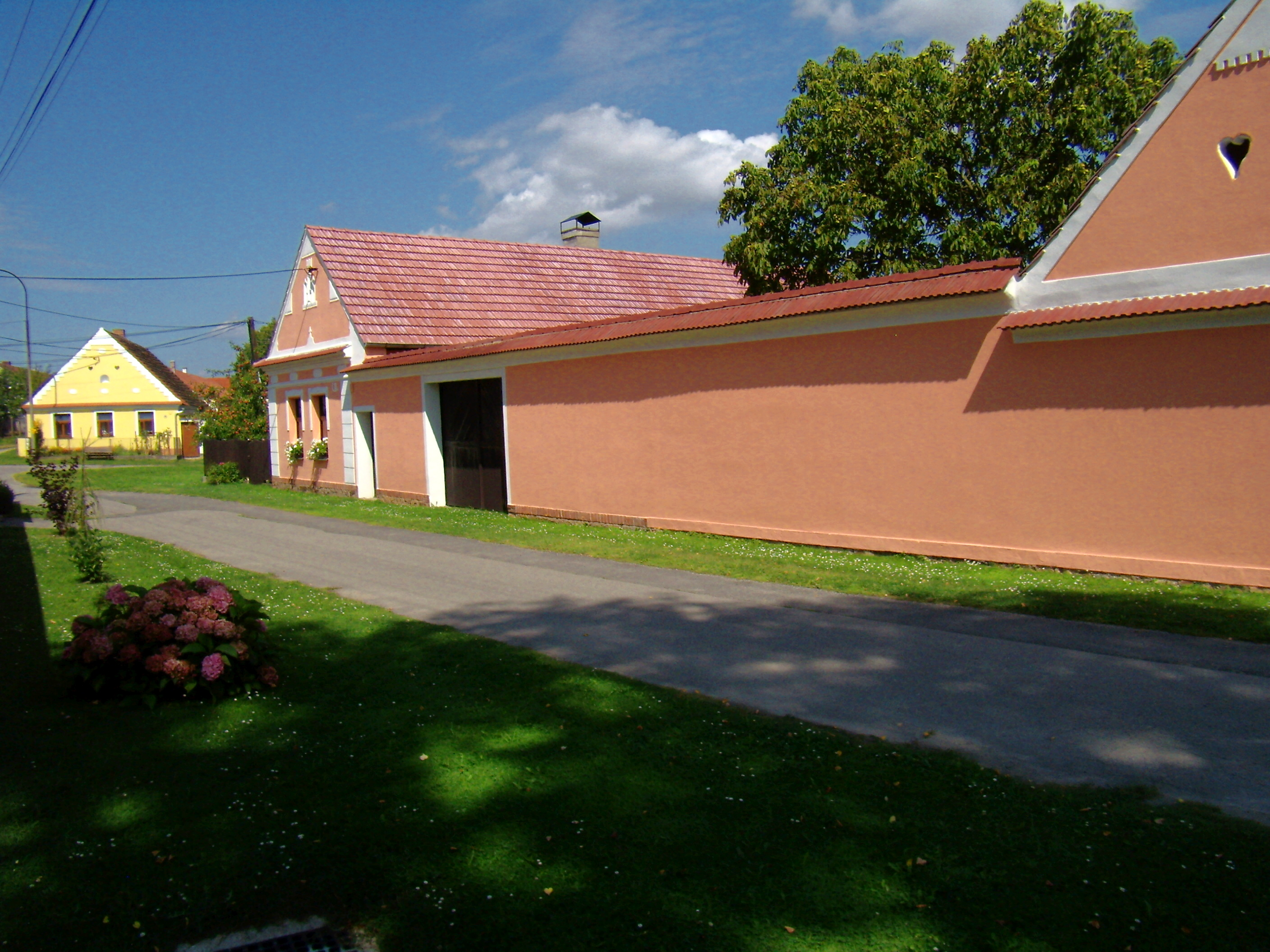
Stavení čp. 18
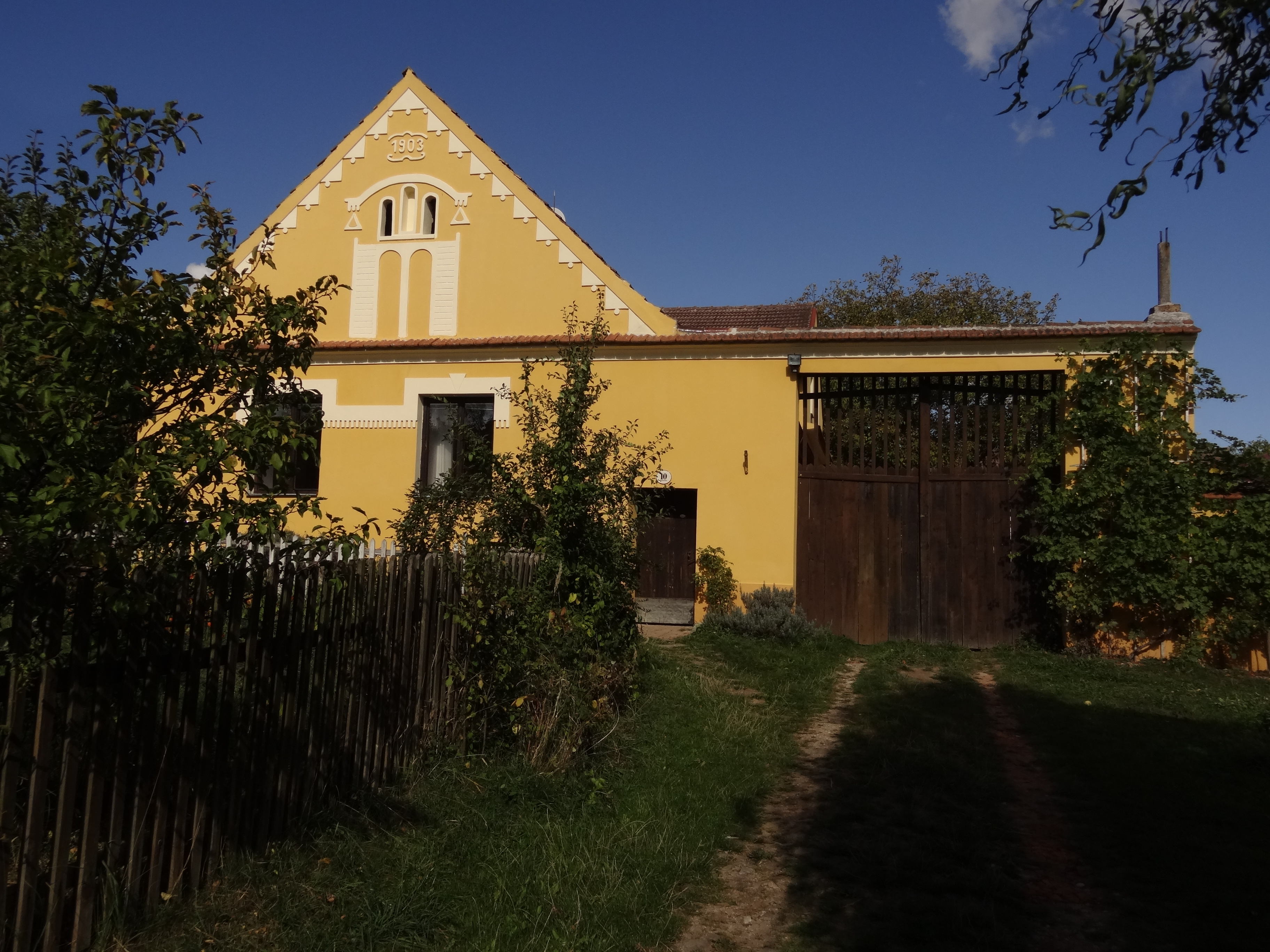
Stavení čp. 10
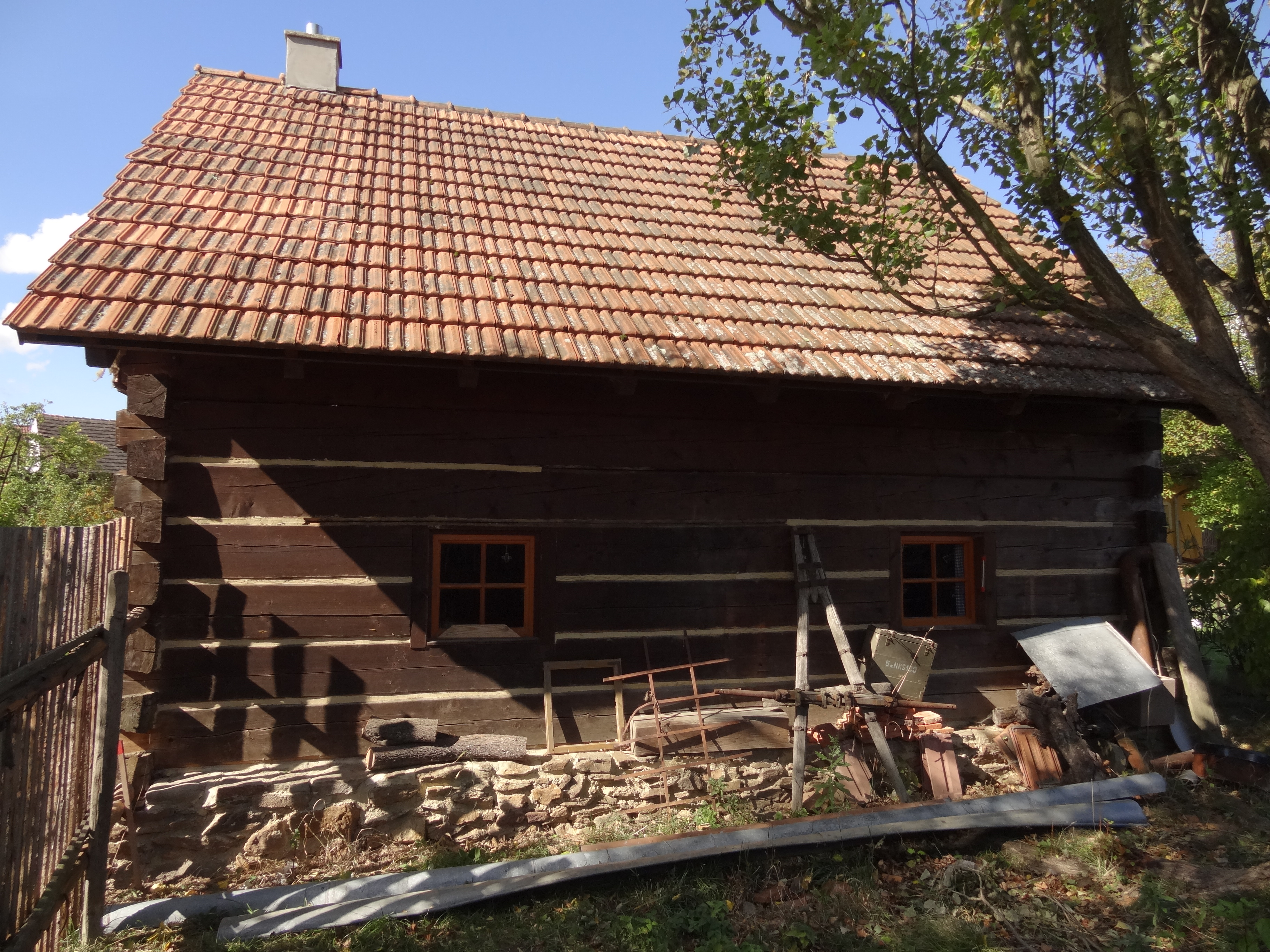
Sýpka u čp. 10